# Maesara gallegoi
Maesara gallegoi är en fjärilsart som beskrevs av Gates Clarke 1968. Maesara gallegoi ingår i släktet Maesara och familjen plattmalar. Inga underarter finns listade i Catalogue of Life.